# 瓦兹河旁侧运河
瓦兹河旁侧运河（法語：Canal latéral à l'Oise，法語發音：[kanal lateʁal a lwaz]）是法国北部的一条运河，在绍尼与圣康坦运河交汇，在孔夫朗-圣奥诺里娜与塞纳河交汇。